# Sahaphap Wongratch
Sahaphap Wongratch (สหภาพ วงศ์ราษฎร์; nascido em 22 de julho de 1998) também conhecido como Mix (มิกซ์) ou Mixxiw (มิกซ์ซิว) é um ator, modelo e cantor tailandês e ex-membro da boy band Cute Chef Thailand. Ele é conhecido por seu papel principal como Tian em A Tale of Thousand Stars (2021) da GMMTV e por interpretar Muang Nan em Fish upon the Sky (2021).

## Juventude e educação
Sahaphap Wongratch se formou e obteve um certificado de ensino médio na Bunyawat Witthayalai School. Ele pode falar o dialeto do norte ou Kam Muang, mas na série A Tale of Thousand Stars, ele atuou no papel principal como um garoto da região central da Tailândia, então ele teve que usar o sotaque tailandês padrão. Com sua fama e reputação como alguém originário da região norte que fala fluentemente o dialeto do norte, ele é frequentemente solicitado pela mídia a falar seu dialeto durante shows ou entrevistas.
Mix apoia abertamente a comunidade LGBT e os direitos LGBT, incluindo o movimento para legalizar o casamento entre pessoas do mesmo sexo na Tailândia.
Mix é atualmente estudante do quinto ano da Universidade de Chulalongkorn, na Faculdade de Ciências Veterinárias. Ele entrou na indústria do entretenimento da Tailândia quando foi selecionado para fazer parte do Chula Cute Boy e participou do desfile da Partida Tradicional de Futebol Chula-Thammasat, liderando a bandeira da universidade durante o desfile.

## Carreira

### Estreia oficial
Mix fez sua estreia em 2018, quando começou a aparecer publicamente em programas de televisão. Ele estreou em 2019 como ator na GMMTV. Ele era membro da boy band chamada Cute Chef Thailand, e seu álbum de estreia foi Haguttokyuukyuu. Em dezembro de 2012, ele lançou uma linha de produtos chamada XIW. Ele também participou de uma peça de colaboração Star Wars x Pandora. Além disso, tornou-se endossante de algumas marcas internacionais (Lazada, Food Panda e Burger King). Em sua participação no programa online da GMMTV, Arm Share em episódio sobre "Skin Care Sharing", além de compartilhar a rotina de cuidados com a pele e os produtos que usa, ele também compartilhou seu outro apelido que é @mixxiw, que soma ao seu nome MIX, esse nome girou 180°, para se tornar XIW, ou "Mixxiw", que serve como nome para sua linha de produtos.

### Carreira de ator

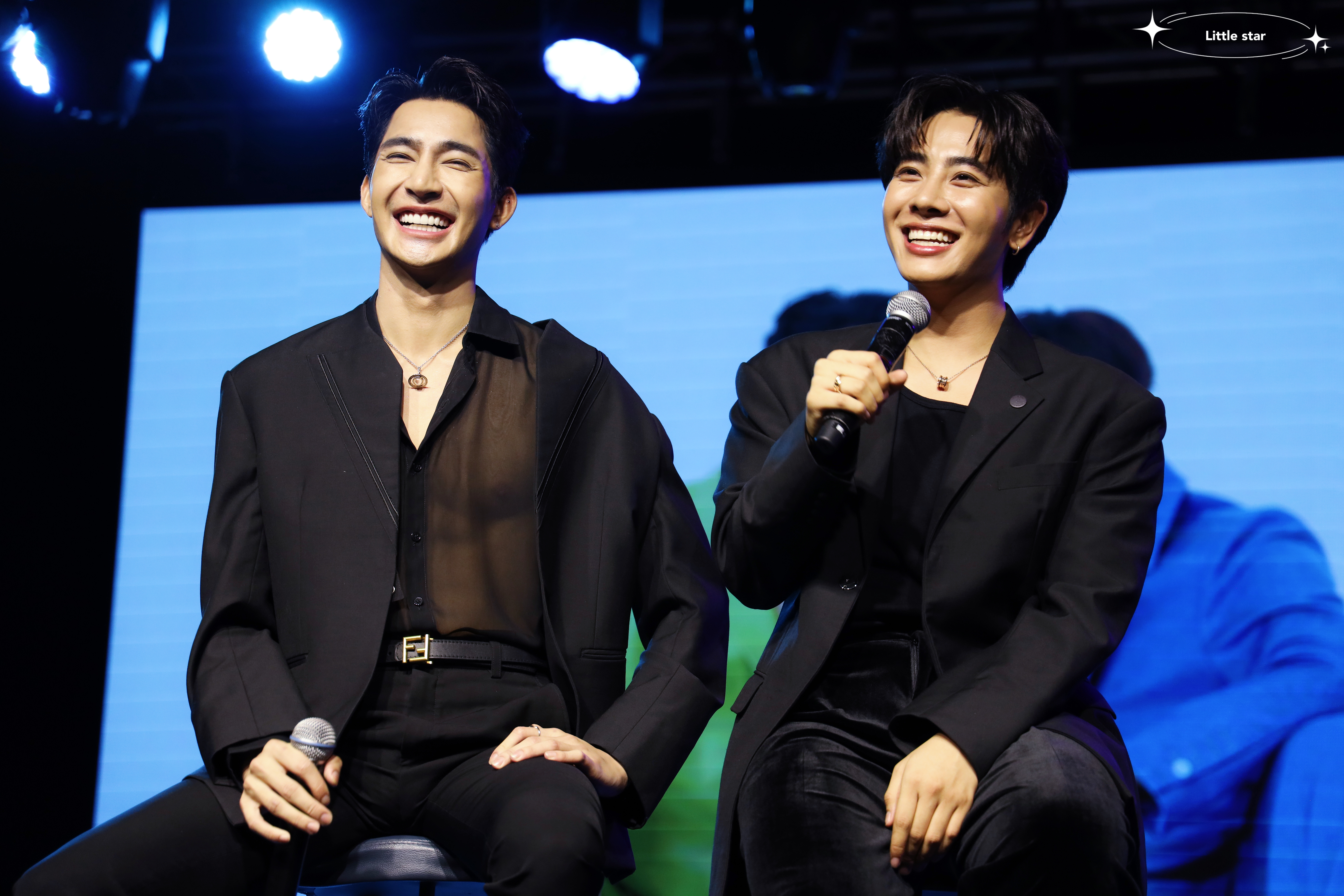
Mix e Earth em 2023

O nome de Mix se tornou mais popular na Tailândia e em todo o mundo quando ele desempenhou o papel dramático principal na série de sucesso Thai Boys' Love, A Tale of Thousand Stars, como Tian, um homem rico que se tornou professor voluntário em Pha Pun Dao, ao lado de Pirapat Watthanasetsiri (Earth) que desempenhou o papel de Chefe Phupha. Ele recebeu críticas positivas por sua interpretação de Tian, o que aumentou a popularidade e abriu mais oportunidades para ele. E por causa da química perfeita entre ele e Pirapat como casal na série, o fandom os chamou de 'EarthMix', derivado de seus respectivos nomes.
Recentemente, ele desempenhou o papel de "Muang Nan" , o belo e bondoso estudante do segundo ano do Departamento Aliado de Ciências da Saúde em outra série Boys' Love de sucesso, Fish upon the Sky, ao lado de Phuwin Tangsakyuen, Naravit Lertratkosum (Pond), Trai Nimtawat (Neo) e Thanawin Teeraphosukarn (Louis). Em 26 de junho de 2021, ele teve seu primeiro fanmeeting digital chamado Earth Mix: Love at First Live Fan Meeting junto com seu parceiro na tela, Earth Pirapat. Ele também participou do Fish upon the Sky Live Fan Meeting: A Sky full of Fish ao lado de suas colegas estrelas principais do Fish upon the Sky.
Em julho de 2023, Mix compartilhou que está dando um breve hiato na atuação para se concentrar na conclusão de seus estudos de veterinária.

## Filmografia

### Televisão
| Ano  | Título                                 | Romanizado (tailandês)     | Personagem            | Notas            |
| ---- | -------------------------------------- | -------------------------- | --------------------- | ---------------- |
| 2021 | A Tale of Thousand Stars               | Ni Tan Pan Dao (นิทานพันดาว) | Tian (เธียร)           | Papel principal  |
| 2021 | Fish upon the Sky                      | Pla Bon Fah (ปลาบนฟ้า)      | Mueang Nan (เมืองน่าน)  | Papel recorrente |
| 2021 | Safe House                             | Ban Lab Cab (บ้านลับจับ)      | Ele mesmo             | Papel principal  |
| 2021 | Hollywood Game Night Thailand Season 5 |                            | Ele mesmo             | Convidado        |
| 2021 | 55:15 Never Too Late                   |                            | Ele mesmo             | Papel convidado  |
| 2022 | EMS EarthMix Space                     |                            | Ele mesmo             | Elenco principal |
| 2022 | Safe House Temporada 3                 |                            | Ele mesmo             | Elenco principal |
| 2022 | Cupid's Last Wish                      |                            | Sawin Warodom / "Win" | Papel principal  |
| 2022 | Vice Versa                             |                            | Veterinário           | Recorrente       |
| 2023 | Moonlight Chicken                      |                            | Wen                   | Papel principal  |
| 2023 | Our Skyy 2                             |                            | Tian Sopasitsakun     | Papel principal  |
| 2023 | The Jungle                             |                            | Hunter                | Papel principal  |
| 2023 | Only Friends                           | เพื่อนต้องห้าม                 | Hóspede do Albergue   | Papel convidado  |
| 2024 | Ossan's Love Returns                   |                            | Wen                   | Papel convidado  |
| 2025 | Ossan's Love                           |                            | Momo                  | Papel principal  |
| TBA  | Only Friends: Dream On                 |                            | Dean                  | Papel principal  |

### Vídeo musical
| Ano  | Título da música                                  | Artista(s)                                                                                      | Notas                      |
| ---- | ------------------------------------------------- | ----------------------------------------------------------------------------------------------- | -------------------------- |
| 2021 | นิทานพันดาว (Ni Tan Pan Dao)                        | กัน นภัทร (Gun Napat)                                                                             | Ost. นิทานพันดาว 1000 Stars  |
| 2021 | นิทานพันดาว (Ni Tan Pan Dao) (Tian Ver.)            | Mix Sahaphap                                                                                    | Ost. นิทานพันดาว 1000 Stars  |
| 2021 | สายตาโกหกไม่เป็น (Eyes Can't Lie)                   | Earth Pirapat                                                                                   | Ost. นิทานพันดาว 1000 Stars  |
| 2021 | ครึ่งชีวิต (ทั้งจิตใจ) (Khrueng Chiwit (Thang Chitchai)) | New Jiew (Napassorn Phuthornjai e Piyanut Sueajongpru)                                          | Como Talay                 |
| 2022 | เพิ่งรู้ (Never Knew)                                 | Mix Sahaphap, Earth Pirapat                                                                     | Ost. Cupid's Last Wish     |
| 2022 | ไม่ไกลหัวใจ (Closer)                                | Mix Sahaphap, Earth Pirapat                                                                     | Ost. Cupid's Last Wish     |
| 2023 | The Moon Represents My Heart                      | Mix Sahaphap, Earth Pirapat, First Kanaphan, Khaotung Thanawat, Gemini Norawit, Fourth Nattawat | Ost. Moonlight Chicken     |
| 2023 | ผาเคียงดาว (No Matter What)                        | Mix Sahaphap, Earth Pirapat                                                                     | Ost. Our Skyy2 Como barman |

### Curta-metragem
| Ano  | Título                    | Romanizado e Inglês                                        | Personagem | Notas    |
| ---- | ------------------------- | ---------------------------------------------------------- | ---------- | -------- |
| 2021 | ครึ่งชีวิต (ทั้งจิตใจ) The Story | Kreung Chee Wit (Tang Jit Jai) "My Another Half" The Story | Como Talay | New Jiew |

### Discografia
| Ano  | Título da música             | Romanizado e Inglês                                         | Artista(s)                                                                                      | Notas                          |
| ---- | ---------------------------- | ----------------------------------------------------------- | ----------------------------------------------------------------------------------------------- | ------------------------------ |
| 2018 | มะงึง ๆ อุ๋ง ๆ                  | Ma Ngung Ngung Ung Ung                                      | Cute Chef Thailand                                                                              | Vídeo Musical Oficial          |
| 2021 | คนแบบไหน                     | Kon Baeb Nai (What type [of a person you are looking for?]) | Mix Sahaphap                                                                                    | Ost. ปลาบนฟ้า Fish Upon The Sky |
| 2021 | นิทานพันดาว (เธียร Version)     | A Tale of Thousand Stars (Tian Version)                     | Mix Sahaphap                                                                                    | Ost. นิทานพันดาว 1000stars       |
| 2022 | เพิ่งรู้                         | Never Knew                                                  | Mix Sahaphap, Earth Pirapat                                                                     | Ost. Cupid's Last Wish         |
| 2022 | ไม่ไกลหัวใจ                    | Closer                                                      | Mix Sahaphap, Earth Pirapat                                                                     | Ost. Cupid's Last Wish         |
| 2023 | The Moon Represents My Heart |                                                             | Mix Sahaphap, Earth Pirapat, First Kanaphan, Khaotung Thanawat, Gemini Norawit, Fourth Nattawat | Ost. Moonlight Chicken         |
| 2023 | ผาเคียงดาว                    | No Matter What                                              | Mix Sahaphap, Earth Pirapat                                                                     | Ost. Our Skyy 2                |

## Apresentações ao vivo
| Ano  | Nome                                                    | Artista                                                                                               | Local                                                       |
| ---- | ------------------------------------------------------- | --- | ----------------------------------------------------------- |
| 2021 | Earth-Mix Love At 1st Live Fan Meeting                  | Earth Pirapat                                                                                         | Transmissão ao vivo                                         |
| 2021 | Fish Upon The Sky Live Fan Meeting 'A Sky Full of Fish' | Phuwin, Pond, Neo, Louis                                                                              | Transmissão ao vivo                                         |
| 2022 | GMMTV Fan Fest 2022                                     | Kirst, Tay, New, Bright, Win, Dew, Nani, Earth, Ohm, Nanon                                            | Pia Arena MM                                                |
| 2022 | Feel Fan Fun Camping Concert                            | Earth, Joong, Dunk, Pond, Phuwin                                                                      | Union Hall, 6F, Union Mall                                  |
| 2022 | EarthMix Wonderful Day in Vietnam                       | Earth Pirapat                                                                                         | Hoa Binh Theatre, Ho Chi Minh City                          |
| 2023 | Moonlight Chicken Opening Night                         | Earth, First, Khaotung, Gemini, Fourth, Mark, View                                                    | Ballroom Hall 1-2, Queen Sirikit National Convention Center |
| 2023 | EarthMix 1st Fan Meeting In Taipei                      | Earth Pirapat                                                                                         | DSpace元動展演空間                                          |
| 2023 | GMMTV FANDAY In Osaka                                   | Off, Gun, Earth, Perth, Chimon                                                                        | Dojima River Forum, Osaka                                   |
| 2023 | Moonlight Chicken Final EP. Fan Meeting                 | Earth, First, Khaotung, Gemini, Fourth, Mark, View                                                    | True Icon Hall, 7F, Icon Siam                               |
| 2023 | GMMTV FANDAY In Seoul                                   | Earth, Joong, Dunk                                                                                    | Guro-gu Community Center                                    |
| 2023 | EarthMix 1st Fan Meeting In Hong Kong                   | Earth Pirapat                                                                                         | Rotunda 2, 3/F, KITEC                                       |
| 2023 | Love Out Loud (LOL) Fan Fest 2023: LOVOLUTION           | Earth, Jimmy, Sea, Force, Book, Ohm, Nanon, First, Khaotung, Joong, Dunk Pond, Phuwin, Gemini, Fourth | Royal Paragon, 5F, Siam Paragon                             |
| 2023 | EarthMix Fly to the Moon in Vietnam                     | Earth Pirapat                                                                                         | The Adora Nguyễn Kiệm                                       |

## Prêmios e indicações
| Ano  | Associações                  | Categoria                                  | Nomeações                | Resultado |
| ---- | ---------------------------- | ------------------------------------------ | ------------------------ | --------- |
| 2021 | Thailand Master Youth        | Artistas, cantores, atores                 |                          | Venceu    |
| 2021 | 7th Maya Awards              | Melhor Casal (com Pirapat Watthanasetsiri) | A Tale of Thousand Stars | Indicados |
| 2021 | 1st Siam Series Awards       | Melhor Casal (com Pirapat Watthanasetsiri) | A Tale of Thousand Stars | Indicados |
| 2021 | 1st Siam Series Awards       | Melhor Cena (com Pirapat Watthanasetsiri)  | A Tale of Thousand Stars | Indicados |
| 2021 | 1st Siam Series Awards       | Novo Ator Popular                          | A Tale of Thousand Stars | Indicado  |
| 2021 | Howe Awards 2020             | Melhor casal (com Pirapat Watthanasetsiri) |                          | Venceram  |
| 2021 | 3rd Zoomdara Awards          | Ator em ascensão                           | A Tale of Thousand Stars | Venceu    |
| 2021 | 3rd Zoomdara Awards          | Melhor Casal (com Pirapat Watthanasetsiri) | A Tale of Thousand Stars | Indicados |
| 2021 | Kazz Awards                  | Num Wai Sai                                |                          | Indicado  |
| 2022 | Maya Entertain Awards 2022   | Estrela masculina em ascensão              |                          | Indicado  |
| 2022 | Maya Entertain Awards 2022   | Melhor Casal (com Pirapat Watthanasetsiri) | A Tale of Thousand Stars | Indicados |
| 2022 | Kazz Awards 2022             | Melhor Casal (com Pirapat Watthanasetsiri) | A Tale of Thousand Stars | Indicados |
| 2022 | Kazz Awards 2022             | Num Wai Sai                                |                          | Venceu    |
| 2022 | Kazz Awards 2022             | Ator masculino em ascensão                 | A Tale of Thousand Stars | Indicado  |
| 2022 | Line Sticker Thailand Awards | Melhor Casal (com Pirapat Watthanasetsiri) | A Tale of Thousand Stars | Venceram  |
| 2023 | ContentAsia Awards           | Melhor Programa LGBTQ+ Asiático            | Moonlight Chicken        | Venceu    |